# Афтон (Вайомінг)
Афтон (англ. Afton) — містечко у штаті Вайомінг, США.

## Клімат
Місто знаходиться у зоні, котра характеризується континентальним субарктичним кліматом. Найтепліший місяць — липень із середньою температурою 16.7 °C (62 °F). Найхолодніший місяць — січень, із середньою температурою -8.7 °С (16.3 °F).
| Клімат Афтона           | Клімат Афтона | Клімат Афтона | Клімат Афтона | Клімат Афтона | Клімат Афтона | Клімат Афтона | Клімат Афтона | Клімат Афтона | Клімат Афтона | Клімат Афтона | Клімат Афтона | Клімат Афтона | Клімат Афтона |
| Показник                | Січ.          | Лют.          | Бер.          | Квіт.         | Трав.         | Черв.         | Лип.          | Серп.         | Вер.          | Жовт.         | Лист.         | Груд.         | Рік           |
| Абсолютний максимум, °C | 12,2          | 13,3          | 20            | 25,6          | 30,6          | 34,4          | 36,1          | 35,6          | 33,9          | 28,3          | 21,1          | 14,4          | 36,1          |
| Середній максимум, °C   | −2,2          | 0,8           | 5,1           | 11            | 17,4          | 22,7          | 27,6          | 27,1          | 21,8          | 15,1          | 4,7           | −1,3          | 12,4          |
| Середня температура, °C | −8,7          | −6,3          | −2,2          | 3,3           | 8,7           | 12,9          | 16,7          | 16            | 11,3          | 5,6           | −2,1          | −7,7          | 3,9           |
| Середній мінімум, °C    | −15,3         | −13,4         | −9,4          | −4,3          | −0,1          | 3,2           | 5,8           | 5             | 0,9           | −3,8          | −8,9          | −14,1         | −4,5          |
| Абсолютний мінімум, °C  | −43,3         | −40           | −30           | −19,4         | −12,8         | −7,2          | −3,3          | −6,1          | −11,7         | −18,9         | −30           | −38,9         | −43,3         |
| Норма опадів, мм        | 36            | 31            | 32            | 41            | 52            | 48            | 31            | 31            | 38            | 36            | 36            | 36            | 448           |
| Днів з опадами          | 11            | 10            | 9             | 9             | 11            | 9             | 6             | 6             | 7             | 7             | 9             | 11            | 105           |
| Днів з дощем            | 3             | 3             | 4             | 3             | 4             | 3             | 2             | 2             | 2             | 3             | 2             | 3             | 41            |
| ----------------------- | ------------- | ------------- | ------------- | ------------- | ------------- | ------------- | ------------- | ------------- | ------------- | ------------- | ------------- | ------------- | ------------- |
| Джерело: Weatherbase    |               |               |               |               |               |               |               |               |               |               |               |               |               |

## Демографія
За даними перепису 2000 року,
на території муніципалітету мешкало 1818 людей, було 651 садиб та 475 сімей.
Густота населення становила 204,6 осіб/км². Було 769 житлових будинків.
З 651 садиб у 38,2% проживали діти до 18 років, подружніх пар, що мешкали разом, було 62,5 %,
садиб, у яких господиня не мала чоловіка — 7,7 %, садиб без сім'ї — 26,9 %.
Власники 24,1 % садиб мали вік, що перевищував 65 років, а в 9,2 % садиб принаймні одна людина була старшою за 65 років.
Кількість людей у середньому на садибу становила 2,76, а в середньому на родину 3,32.
Середній річний дохід на садибу становив 37 292 доларів США, а на родину — 43 400 доларів США.
Чоловіки мали дохід 33 472 доларів, жінки — 20 893 доларів.
Дохід на душу населення був 16 177 доларів.
Приблизно 5,5 % родин та 7,6 % населення жили за межею бідності.
Серед них осіб до 18 років було 9,8 %, і понад 65 років — 5,2 %.
Середній вік населення становив 33 років.

## Відомі уродженці
- Рулон Гарднер (англ. Rulon Gardner; 16 серпня 1971) — американський борець греко-римського стилю, чемпіон світу, триразовий чемпіон та срібний призер Панамериканських чемпіонатів, срібний призер Панамериканських ігор, володар Кубку світу, чемпіон та бронзовий призер Олімпійських ігор.

## Виноски
1. ↑  United States. Bureau of the Census 2016 U.S. Gazetteer Files — Washington, D.C.: U.S. Census Bureau, 2016.
2. ↑  United States. Bureau of the Census 2010 U.S. Gazetteer Files — Washington, D.C.: U.S. Census Bureau, 2010.
3. ↑  перепис населення США 2020 / за ред. Бюро перепису населення США
4. ↑  Клімат Афтона. Архів оригіналу за 10 травня 2022. Процитовано 10 травня 2022.
5. ↑  Census of Population and Housing. Census.gov. Архів оригіналу за 19 липня 2018. Процитовано 4 червня 2016.
6. ↑  American FactFinder. Бюро перепису населення США. Архів оригіналу за 26 лютого 2012. Процитовано 31 січня 2008. [Архівовано 2008-05-21 у Wayback Machine.]

| США | Це незавершена стаття з географії США. Ви можете допомогти проєкту, виправивши або дописавши її. |